# Ormosia croatica
Ormosia croatica là một loài ruồi trong họ Limoniidae. Chúng phân bố ở miền Cổ bắc.